# Вильнюсский ОМОН
Вильнюсский ОМОН (лит. Vilniaus OMON) — отряд милиции особого назначения города Вильнюс. Образован в 1988 году, в январе-августе 1991 подчинялся напрямую МВД СССР. Расформирован из-за активного участия в августовском путче. Командир Болеслав Макутынович (1957—2015). Штатная численность 150 бойцов. На вооружении бронетранспортёры, гранатомёты, пулемёты, снайперские винтовки и автоматы.

## История
Создан в 1988 году приказом министра внутренних дел СССР для борьбы с организованной преступностью и массовыми нарушениями общественного порядка. По национальному составу изначально около половины были литовцы, остальные принадлежали к славянскому населению Литвы — русским, полякам, белорусам, украинцам.

### Участие в событиях января 1991
К началу 1991 часть сотрудников, являвшихся сторонниками независимости Литвы, ушли из отряда, однако почти две трети личного состава приняли Советскую платформу. Поскольку местные власти хотели использовать отряд в своих интересах, командный состав принял решение перевести отряд под союзное подчинение. В ночь с 11 на 12 января бойцы Вильнюсского ОМОН захватили базу отряда и в дальнейшем действовали под командованием МВД СССР.
В последующие дни отряд захватил ряд государственных объектов в Вильнюсе, нападал на таможенные посты, установленные властями Литвы и разоружал местную милицию. В ответ Ландсбергис призывал население Литвы штурмовать базу ОМОН.
Бойцы ОМОНа подозревались в нападении на литовский таможенный пункт под Мядининкаем на границе с Белорусской ССР в ночь на 31 июля 1991 года. По версии следствия, сотрудники ОМОН убили 8 человек, среди которых полицейские и сотрудники Департамента охраны края. Следствие не было завершено по состоянию на 2005 год.
После событий августа 1991 года Вильнюсскому ОМОН был предъявлен ультиматум МВД: либо отряд разоружается и остаётся на территории Литвы, либо выводится в Россию и расформировывается. Часть сотрудников осталась в Литве, группа порядка 60 человек вылетела самолётом в Россию.
После прилёта в Россию отряд разместился на базе дивизии имени Дзержинского. В последующем его бойцы были оформлены в органы Министерства внутренних дел, но в январе 1992 года практически все были уволены из МВД РФ.
Об ОМОНе в январе 1991 года снял свой фильм под названием «Наши» советский тележурналист Александр Невзоров. В своем фильме героизировал верных центральным властям в Москве бойцов отряда.
Окружной суд Вильнюса 4 июня 2015 года заочно оправдал бывших командиров вильнюсского ОМОНа Болеслава Макутыновича и Владимира Разводова, которые обвинялись в преступлениях против человечности и военных преступлениях, совершенных в 1991 году. Суд постановил, что ответственность за агрессию ложится только на руководство государства, кроме того, по международному праву за инкриминируемые преступления можно судить лишь в том случае, если они были осуществлены в условиях войны или оккупации.